# 稅課司局
稅課司局，明清掌管稅課事務的衙門。

## 歷代沿革

### 明代[1]
稅課司。府曰司，縣曰局。大使一人，從九品，典稅事。明初，改在京官店為宣課司，府州縣官店為通課司，後改通課司為稅課司、局。

### 清代[2]
稅課司大使一人。隸道、府者從九品。州、縣未入流。掌主稅事。